# Neocharismatische Bewegung
Die Neocharismatische Bewegung ist eine teilweise christlich-fundamentalistische Strömung im Christentum, die mit der evangelikalen, pfingstlichen und charismatischen Richtung verwandt ist. Andere Bezeichnungen sind: Dritte Welle des Heiligen Geistes, Gemeindeaufbau-Bewegung, Gemeindegründungs-Bewegung. Die im angelsächsischen Sprachraum übliche Bezeichnung neo-pentecostal (neu-pfingstlerisch) ist eigentlich sachlich zutreffender, aber im Deutschen weniger geläufig.

## Geschichte
Die Neocharismatische Bewegung begann in den 1980er Jahren mit der Gemeindeaufbau-Bewegung. Forschungen bezüglich Gemeindewachstum hatten Personen wie C. Peter Wagner und John Wimber zu der Erkenntnis gebracht, dass pfingstliche und charismatische Gemeinschaften wesentlich stärker wüchsen als nichtcharismatische. Die Gemeindeaufbau-Bewegung forderte daher die Einbeziehung der charismatischen Gaben des Heiligen Geistes in das Gemeindeleben, ohne zugleich die gesamte Theologie der Pfingstbewegung zu übernehmen.

## Lehre
Wie die Pfingstbewegung und die charismatische Bewegung gehört auch die Neocharismatische Bewegung eindeutig zum evangelikalen Christentum und ist bewusst bibeltreu ausgerichtet. Zwar weist auch hier die Bibelauslegung teils große Parallelen mit der historisch-kritischen Methode auf, doch sind die Ergebnisse durchweg von anderen Grundannahmen geprägt. In der Praxis sind Prophezeiungen und Eingebungen des Heiligen Geistes sehr wichtig. Dabei wird versucht, diese mit der Bibel zu stützen.
Die Neocharismatische Bewegung nimmt in der Lehre eine Mittelposition zwischen dem pietistischen Evangelikalismus und der Pfingstbewegung ein: einerseits vertreten ihre Anhänger die Überzeugung, dass Geistesgaben auch heute noch eine wichtige Funktion im Gemeindeleben haben, andererseits praktizieren einige die pfingstliche Lehre von der Geistestaufe nicht. In Lehrfragen, insbesondere Streitpunkten zwischen Evangelikalismus und Charismatik, bleiben sie bewusst offen.
Bei den Geistesgaben werden nicht nur die auffälligen Gaben wie Zungenrede, Prophetie und Krankenheilung betont, sondern ebenso die nüchterneren wie Lehre, Leitung oder Hirtendienst. Im Gegensatz zu den synodalen Strukturen der klassischen Pfingstbewegung herrschen in der Neocharismatischen Bewegung hierarchische Organisationsformen vor: an der Spitze ein „geistlicher Leiter“, darunter die von ihm berufenen „Ältesten.“
Das charakteristische Merkmal der Neocharismatischen Bewegung ist ihre Betonung der Gründung von neuen Gemeinden. Gemeindegründung gilt als die effektivste Methode der Evangelisation: Jeder Mensch soll in seiner Nähe eine Gemeinde finden, die ihn auch sozial anspricht.
Die Neocharismatische Bewegung ist von Anfang an offen gewesen gegenüber neuen Trends, die missionarische Erfolge versprechen. So wurde um 1990 in Teilen der Bewegung die Idee der geistlichen Kriegsführung aufgenommen, eine von den meisten nicht-charismatischen Christen abgelehnte Lehre, die davon ausgeht, dass die Erde von örtlich wirksamen Dämonen beherrscht wird, die durch Gebete, Märsche und Proklamationen der Herrschaft Christi vertrieben werden müssten. In der Mitte der Neunzigerjahre wurde in vielen Neocharismatischen Gemeinden der Torontosegen praktiziert. Aktuelle Trends sind das Konzept der Zellengemeinde und die Dienende Evangelisation.

## Praxis
Gemeinden, die aus der Neocharismatischen Bewegung entstehen, sind oft deutlich auf bestimmte Altersgruppen, Schichten oder Ethnien ausgerichtet und richten sich in der Gestaltung ihrer Gottesdienste und ihrer sonstigen gemeindlichen Praxis nach deren Bedürfnissen.

## Organisation
Die Neocharismatische Bewegung ist nicht einheitlich organisiert. Es gibt eine Vielzahl unabhängiger, als eingetragene Vereine organisierte Gemeinden, daneben aus Spenden finanzierte Seelsorgewerke, Gebetshäuser, Heilungsräume, Missionswerke usw. Dem seit 1996 bestehenden Arbeitskreis pfingstlich-charismatischer Missionen (APCM), einem Dachverband, haben sich (Stand 2015) 61 Werke angeschlossen.

### D-Netz
In Deutschland sind viele charismatische Gemeinden, die keiner Organisation angehören, im sogenannten D-Netz, einer Dienstgemeinschaft für leitende Gemeindemitarbeiter, miteinander verbunden. Das D-Netz wird von einem Kreis von Pastoren geleitet. Ziel des Netzwerkes ist, Beziehungen zwischen einzelnen Gemeinden zu knüpfen und aufrechtzuerhalten. Die Möglichkeit dazu besteht auf zweimal jährlich veranstalteten Konferenzen, die in Berlin und Stuttgart stattfinden.
Eine schriftliche Mitgliedschaft von Gemeinden gibt es nicht, nach eigenen Angaben sind etwa 600 Einzelpersonen, Leiter charismatischer Gemeinden und Werke, im D-Netz miteinander verbunden. Dieses „apostolische Netzwerk“ wird von einem Team geleitet, zu dem (Stand 2020) u. a. Peter Wenz, Theo Ehemann und Andreas Herrmann gehören, Leiter neocharismatischer City-Kirchen.

### Gemeinden und Gruppierungen in Deutschland (Auswahl)
- Anskar-Kirche, Gründer: Pastor Wolfram Kopfermann
- Christus für alle Nationen e. V., Präsident: Daniel Kolenda[16] (gegründet vom verstorbenen Evangelisten Reinhard Bonnke)
- Gospel Forum (Stuttgart), Leiter: Peter Wenz
- International Christian Fellowship
- Missionswerk Jesus To The World, Evangelist Andreas Hübner
- Vineyard-Bewegung
- Netzwerk Forum Leben
- Jugend mit einer Mission, Gründer: Loren Cunningham
- Gospel Life Center
- Missionswerk Karlsruhe, Leiter: Siegfried Müller
- Gemeinde auf dem Weg, Leiter: Wolfhard Margies
- Hilfszentrum UKRG e. V. (Berlin, Neue Nazarethkirche), zugehörig der Igreja Universal do Reino de Deus von Edir Macedo

### Konfessionen in Indien
- Bible Christian Mission
- Filadelfia Fellowship
- New Life Outreach
- Reaching Indians Ministries
- Believers’ Churches in India
- Rajasthan Bible Institute

In Vietnam gibt es die Montagnard Evangelical Church.

## Ökumene
Die Neocharismatische Bewegung vertritt keine offizielle Haltung oder Abgrenzung gegenüber der Ökumene. Ihre Anhänger arbeiten häufig mit Christen anderer Konfessionen zusammen, insbesondere innerhalb der Evangelischen Allianz. Das Ökumenische Forum Kirchen und Charismatische Bewegungen findet seit 1994 in Bad Urach statt und dient dem Austausch von Mitgliedern der Arbeitsgemeinschaft Christlicher Kirchen (ACK) und Mitgliedern neocharismatischer Gemeinden, um gegenseitiges Verständnis zu fördern. Eine Ökumene, die dem eigenen neocharismatischen Kirchenverständnis mehr entspricht, ist das Netzwerk „Miteinander in Europa“, dessen Verhältnis zu ACK und ÖRK noch ungeklärt ist.

## Kontroversen
Inhaltlich wird von Religionskritikern und liberalen Theologen die tendenziell konservative Lehre kritisiert. Von traditionellen Pietisten dagegen wird die in ihren Augen oberflächlich und unverbindlich wirkende Umsetzung kritisiert. Eine ausführliche Kritik der neocharismatischen Bewegung aus spezifisch orthodoxer Perspektive hat Seraphim Rose verfasst.

### Angebliche Wunderheilungen

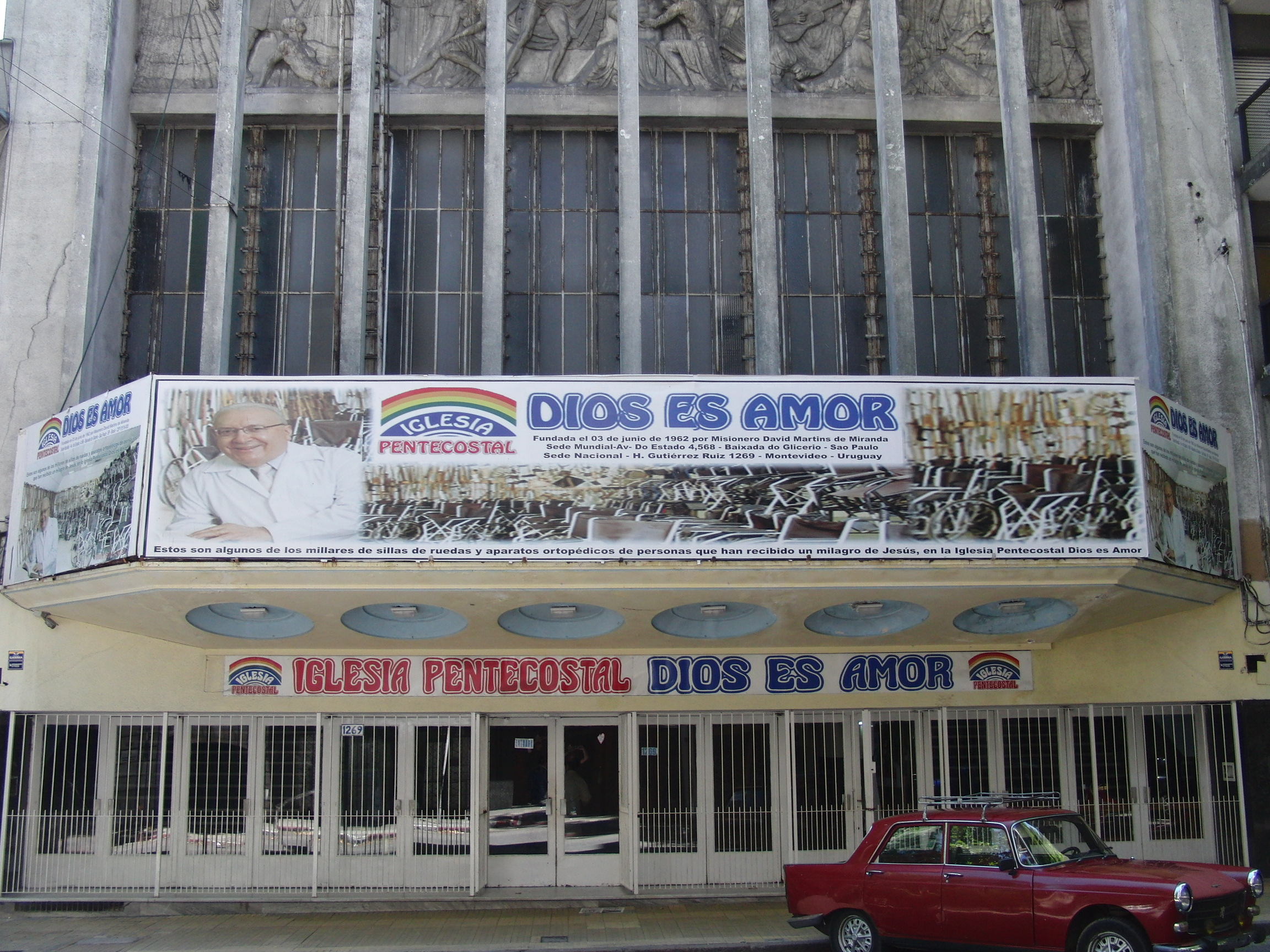
Ein Gemeindesaal der neocharismatischen Pfingstkirche Deus é Amor in einem ehemaligen Kino in Montevideo, Uruguay. Die leeren Rollstühle sollen suggerieren, dass Gelähmte allein durch den Glauben wieder gehen gelernt haben.

Als Scharlatanerie kritisiert werden die oft gepriesenen „Wunderheilungen“, die von Geistlichen vorgenommen werden.
In sogenannten Heilungsgottesdiensten der Organisation Wort und Geist werden Besucher gelehrt, dass durch Gottes Kraft auch unheilbare Krankheiten, wie Krebs, geheilt werden könnten. Auf die angeblichen Krebsheilungen angesprochen reagierte die Ärztin Karin Freund vom Gesundheitsamt Nürnberg mit den Worten: „So ein Unsinn! Da kann man so lange Hand auflegen, wie man will – der Krebs geht dadurch nicht weg“, und forderte die „Heiler“ auf, einen wissenschaftlichen Nachweis ihrer Methoden zu liefern. Der Sekten- und Weltanschauungsbeauftragte im Bistum Regensburg, Thomas Rigl, sagte: „Menschen werden Dinge in Aussicht gestellt, die nicht eingelöst werden. Gesundheit, Erfolg und ein sorgenfreies Leben – alles leere Versprechen.“ Man kann das Heilungsversprechen von Wort und Geist als eine Verbindung des pfingstlich-charismatischen Impulses mit Positivem Denken interpretieren: Realität wird durch Vorstellungskraft und Aussprechen/Bekennen geschaffen. Wer also sagt, dass er leide, schaffe dadurch seine eigene Krankheit. Der Kranke ist schuld, wenn Heilung nicht stattfindet, oder (eine andere Möglichkeit) Blockierungen durch Dämonen verhindern den Erfolg des Heilers, sie seien die eigentlichen Ursachen von Krankheit.
Mehrfach wurde in evangelikalen Medien über angebliche Wunderheilungen bei Veranstaltungen des Gospel Forums berichtet. Am Ende seines Vortrags bei der Holy Spirit Night im Oktober 2012 sagte der Gastredner Daniel Kolenda, ein amerikanischer Missionar, zu den 6.000 Besuchern, dass jemand in der Halle sei, der vor einer Herztransplantation stehe. Diese werde nicht mehr gebraucht, da Gott ihm ein neues Herz erschaffen habe. Pastor Wenz selbst wird aus einem Gottesdienst mit den Worten zitiert: „Gott sprach gerade zu meinem Herzen, jemand wird jetzt geheilt an seiner Bauchspeicheldrüse.“

### Geistliche Kriegsführung
Von der Evangelisch-Lutherischen Kirche sowie der Deutschen Evangelischen Allianz wird die Praktik des „Spiritual Warfare“ einhellig abgelehnt: Die Vorstellung von Territorialgeistern und -mächten sei „unbiblisch“. „Die aggressive Grundhaltung und die Anmaßung, mit oder gar anstelle von Christus den Kampf mit dem Bösen aufnehmen zu können, stehen im Widerspruch zum Geist des Evangeliums.“

### Religiöse Intoleranz
In einem Bericht des brasilianischen Komitees gegen religiöse Intoleranz (CCIR) für die UN, bestehend aus Vertretern von 18 religiösen Gemeinschaften und Menschenrechtsgruppen, wurden im Jahr 2009 15 Fälle von religiöser Intoleranz in vier brasilianischen Staaten dokumentiert. Von Vertretern der charismatischen Kirchen wie der Igreja Universal do Reino de Deus wurden verbale und physische Übergriffe auf Andersgläubige berichtet. Seitens evangelikaler Lehrer wurde afrobrasilianischen Schülern eingeprägt, dass Umbanda und „Candomblé eine Sache des Teufels“ seien. Des Weiteren wurden Juden als „Jesusmörder“, Katholiken als „Teufelsanbeter“, andere Protestanten als „falsche Christen“ und Muslime als „dämonisch“ porträtiert. Das Komitee fasste zusammen, dass „Faschismus und Nazismus auf diesem Wege angefangen haben, durch die Dämonisierung anderer Gruppen“.